# Assistência sexual
A assistência sexual é o apoio a pessoas com deficiência para que possam aceder sexualmente a seu próprio corpo.

## Controvérsias
Enquanto para os defensores da assistência sexual esta prática permite a pessoas com deficiência exercer seus próprios direitos sexuais, da mesma maneira que outras formas de assistência lhes permitem viver de maneira autónoma, outras posturas consideram que é uma forma de prostituição que ao igual que qualquer outra é exploração e deve ser abolida.